# 山田申吾
山田 申吾（やまだ しんご、1908年（明治41年）12月15日 - 1977年（昭和52年）7月7日）は日本画家。父は日本画家山田敬中。

## 略歴
父 敬中、母 はな の次男として東京府滝野川村（現・東京都北区）田端に生まれる。1926年（大正15年）　東京美術学校日本画科へ入学。同学年に東山魁夷、橋本明治、加藤栄三らがいる。1930年（昭和5年）第11回帝展で《水辺初夏》が初入選。1931年（昭和6年）東京美術学校を卒業。卒業制作は《武蔵野》。その後、結城素明に師事する。
1944年（昭和19年）　私立麻布中学教諭となる。後に日本画家となる野田修一郎は麻布中学校時代に山田に師事している。
1950年（昭和25年）　第6回日展へ出品した《馬」》で特選、白寿賞を受賞する。1953年（昭和28年）　私立麻布学園教諭を退職する。同年、第9回日展に出品した《山》で特選、白寿賞、朝倉賞を受賞する。
1960年（昭和35年）　第3回日展に出品した《牧馬》で文部大臣賞を受賞する。1963年（昭和38年）　前年の日展出品作《嶺》で日本芸術院賞を受賞。
1964年（昭和39年）　脳血栓で倒れ一時左半身不随となるも回復する。
1969年（昭和44年）　日展理事となる。同年、ネパールの少数民族であるシェルパの生活に取材した《シェルパの歌》を発表する。
1973年（昭和48年）　脳血栓を再発し、左半身不随となる。1976年（昭和51年）　第8回日展に《静かな朝》を出品。日展への最後の出品作となる。1977年（昭和52年）　日大板橋病院にて死去。享年68歳。
1979年（昭和54年）　銀座和光に於いて「山田申吾素描展」が開催される。1989年（平成元年）　山梨県立美術館に於いて、「山田申吾展」が開催される。

## 作品
- 「霜晨」 紙本着色  山梨県立美術館所蔵 1936年
- 「夏日」 紙本着色  山梨県立美術館所蔵